# Milward Kennedy
Milward Kennedy, nome completo Milward Rodon Kennedy Burge (21 giugno 1894 – 1968), è stato un giornalista, scrittore e critico letterario inglese.

## Biografia
Studiò al Winchester College e al New College di Oxford. Durante la prima guerra mondiale servì nella British Military Intelligence e venne insignito della Croce di Guerra. In seguito, lavorò per l'International Labor Office e per il governo egiziano. Nel secondo dopoguerra, divenne curatore dell'Empire Digest e recensì numerosi romanzi gialli per il Sunday Times e The Guardian. Kennedy sposò Georgina Lee nel 1921 e, nel 1926, dopo la morte della consorte, si sposò con Eveline Schrieber Billiat. Andò in pensione negli anni 1960. 
Kennedy si specializzò nella produzione di romanzi polizieschi e gialli. I protagonisti ricorrenti dei suoi romanzi sono Sir George Bull, un investigatore privato professionista, e l'Ispettore Cornford. Kennedy collaborò con altri membri del Detection Club ai romanzi The Floating Admiral (1931, L'ammiraglio alla deriva) e Ask a Policeman (1933, Chi è il colpevole?). Scrisse alcuni romanzi sotto lo pseudonimo di Evelyn Elder.

## Opere
- The Bleston Mystery (1928), scritto con A. G. Macdonell, edito in Italia con il titolo Il mistero del diario, I Bassotti n. 65[1]
- The Corpse on the Mat (1929)
- Corpse Guard Parade (1929)
- Half Mast Murder (1930)
- Death in a Deck-Chair (1930)
- Death to the Rescue (1931)
- The Floating Admiral (1931), scritto dal Detection Club
- The Murderer of Sleep (1932)
- Bull's Eye (1933)
- Ask a Policeman (1933), scritto dal Detection Club ed edito in Italia con il titolo Chi è il colpevole?
- Corpse in Cold Storage (1934), edito in Italia nel 1937 dalla Casa Editrice Martucci con il titolo La tomba di ghiaccio[1]
- Poison in the Parish (1935)
- Sic Transit Gloria (1936)
- I'll be Judge, I'll be Jury (1937)
- It Began in New York (1943)
- Escape to Quebec (1946)
- The Top Boot (1950)

### Con lo pseudonimo di Evelyn Elder
- Murder in Black and White (1931)
- Angel in the Case (1932)
- Two's Company (1952)